# Gabriel II
Gabriel II (en grec Γαβριήλ Β') va ser patriarca de Constantinoble durant dotze dies l'any 1657.
Va ser metropolità de Ganos i Cora (1648-1657). Després de l'execució de Parteni III, va ser nomenat nou patriarca el 23 d'abril de 1657 amb el suport de la noblesa ortodoxa grega. Però el Sant Sínode el va considerar poc preparat i no apte per ocupar la seu, i el va deposar uns dies després. Va anar a Bursa, on va ser pròedre (administrador) de la seu. Allà un jueu el va acusar davant del visir d'haver batejat un musulmà. Els otomans van exigir a Gabriel que abjurés de la fe cristiana i es convertís a l'islamisme, i quan ho va rebutjar el van condemnar a morir penjat. El van executar el 3 de desembre de 1659, dia que l'Església Ortodoxa, que el va declarar màrtir, celebra la seva festa.